# Nikolai Matwejewitsch Gorlow
Nikolai Matwejewitsch Gorlow (russisch Николай Матвеевич Горлов; * 16. Dezember 1911 in Moskau, Russisches Kaiserreich; † 6. November 1989 in Moskau, Sowjetunion) war ein sowjetischer Theater- und Film-Schauspieler.

## Leben und Leistungen
Nikolai Gorlow, als dessen Geburtsjahr z. T. auch 1908 angegeben wird, war der Sohn des Schlossers Matwei Dmitrijewitsch Gorlow († 1943), der jahrelang im Straßenbahndepot „N. E. Bauman“ arbeitete und dort zuletzt die Stelle eines leitenden Meisters innehatte. Gorlows Mutter († 1921) war Hausfrau. Er hatte vier Geschwister, seine beiden Brüder Alexander und Michail fielen im Deutsch-Sowjetischen Krieg.
Gorlow schloss 1928 die Schule ab und arbeitete zeitweise im Milchkombinat Молокосоюз (Molokosojus). Parallel dazu besuchte er eine Kunsthochschule und wurde 1929 vom Moskauer Straßenbahnbetrieb als Künstler übernommen. Über diese Stelle kam er mit dem Theater in Berührung und entwickelte eine Vorliebe für Amateuraufführungen. 1935 erwarb er am heutigen Tschechow-Kunsttheater Moskau seinen Abschluss, blieb aber bis 1939 beim Theater der Straßenbahner, dem späteren Theater des Leninschen Komsomol (kurz: Lenkom-Theater). Bekannte Inszenierungen unter seiner Beteiligung waren Armut ist kein Laster von Alexander Ostrowski, Der lebende Leichnam von Lew Tolstoi und eine Adaption von Nikolai Ostrowskis Wie der Stahl gehärtet wurde.
Im April 1945 begann Gorlow außerdem beim Moskauer Staatstheater der Kinodarsteller aufzutreten, musste seine dortigen Aktivitäten aber ab November 1948 krankheitsbedingt unterbrechen. Danach nahm er an Konzerten teil und war Teil eines Akrobatenensembles im Zentralen Kulturhaus der Eisenbahner. Vom Mai 1954 bis zur Liquidation im Februar 1957 war er erneut am Moskauer Staatstheater der Kinodarsteller zu sehen, u. a. in Victor Hugos Angelo, Jewgeni Schwarz’ Das gewöhnliche Wunder und in Das Mandat von Nikolai Erdman.
Sein Filmdebüt gab Gorlow 1937 in Дума про казака Голоту (Duma pro kasaka Golotu), einer Produktion des Sojusdetfilmstudios, bei dem er seit Oktober 1939 unter Vertrag stand. Nach weiteren kleinen Rollen war er 1940 in Der erste Präsident, einer Filmbiografie über Jakow Swerdlow, zu sehen. Kurz darauf gab er in Alexander Rous Das Wunderpferdchen den älteren Bruder der Hauptfigur. Infolge des Krieges wurde Gorlow nach Tiflis evakuiert, wo er von 1941 bis 1945 für das dortige Kinostudio tätig war. Ein auch international gezeigter Film aus dieser Schaffensperiode ist Malachow-Hügel (1944). Nach Kriegsende setzte er seine Laufbahn in Moskau und Leningrad fort, allerdings begann seine Popularität bereits abzunehmen. 1957 endete Gorlows Vertrag bei Mosfilm, sodass er seine Laufbahn als freischaffender Künstler fortsetzte.
Gorlow stand in dem Ruf, ein Experte für volkstümliche, humoristische Charaktere zu sein. Er trat bis kurz vor seinem Tod in über 140 Filmen auf, u. a. viermal unter der Regie von Leonid Gaidai. 1976 gab Gorlow in Золотая речка (Solotaja retschka) seine einzige Hauptrolle, im selben Jahr war er in Марк Твен против... (Mark Twen protiw...), einem Film über den Autor Mark Twain, zu sehen. Ein weiteres biografisches Werk war die sowjetisch-jugoslawische Koproduktion Лев Толстой (Lew Tolstoi, 1984). Historische Filme, darunter auch Werke wie Teheran 43 und Ulenspiegel, machten neben Komödien einen wichtigen Teil seines Schaffens aus, er war jedoch auch in Romanverfilmungen wie Der Idiot (1958) und Die 12 Stühle (1971) zu sehen. Des Weiteren synchronisierte Gorlow einen Charakter in dem animierten Kurzfilm Сердце храбреца (Serdze chrabreza, 1951).
Er war seit dem 15. Juni 1987 Träger des Titels Verdienter Künstler der RSFSR.

## Privates
Nikolai Gorlow war zweimal verheiratet. Igor, sein am 16. September 1932 geborener Sohn aus erster Ehe, war 1947 in dem Film Мальчик с окраины (Maltschik s okrainy) zu sehen. Er arbeitete später für die Staatsanwaltschaft. Igors Tochter Marina (* 16. Oktober 1959) trat in den 1970er Jahren ebenfalls in vier Filmen auf. In Все дело в брате (Wse delo w brate, 1976), gab sie die Hauptrolle. In zweiter Ehe war Gorlow mit Klawdija Grigorjewna Fradkina (1911–1987) verheiratet.
Er starb fast 78-jährig in seiner Moskauer Wohnung, in der er allein lebte. Seine Leiche wurde erst einige Tage später entdeckt, sodass der Todeszeitpunkt durch eine Obduktion festgestellt werden musste. Gorlows Urne wurde in das Grab seiner Frau auf dem Danilow-Friedhof gegeben. Nur wenige Verwandte und Freunde, jedoch keiner seiner ehemaligen Kollegen, nahmen an der Beisetzung teil.

## Filmografie (Auswahl)
- 1940: Der erste Präsident (Jakow Swerdlow)
- 1941: Frühling des Lebens (Wesseni potok)
- 1941: Das Wunderpferdchen (Konjok-gorbunok)
- 1944: Malachow-Hügel (Malachow kurgan)
- 1946: Der Schwur (Kljatwa)
- 1948: Es begann im blauen Expreß (Pojesd idjot na wostok)
- 1955: Im Eismeer verschollen (More studjonoje)
- 1956: Dragozenny podarok
- 1957: Das Duell (Pojedinok)
- 1958: Der Idiot (Nastassja Filippowna)
- 1963: Der blinde Vogel (Slepaja ptiza)
- 1967: Aladins Wunderlampe (Wolschebnaja lampa Aladdina)
- 1971: Die Flucht (Beg)
- 1971: Die 12 Stühle (12 stulew)
- 1971: Offiziere (Ofizery)
- 1973: Iwan Wassiljewitsch wechselt den Beruf (Iwan Wassiljewitsch menjajet professiju)
- 1973: Siebzehn Augenblicke des Frühlings (Semnadzat mgnoweni wesny) (Fernsehfilmreihe)
- 1973: Höflichkeitsbesuch (Wisit weschliwosti)
- 1973: Ein Tropfen im Meer (Kaplja w more)
- 1973: Der furchtlose Ataman (Besstraschny ataman)
- 1973: Die Jagd nach der Handschrift (Dmitri Kantemir)
- 1974: Städte und Jahre (Goroda i gody)
- 1974: Mit dir und ohne dich (S toboi i bes tebja...)
- 1975: Das kann doch nicht wahr sein! (Ne moschet byt!)
- 1975: Die verschollene Expedition (Propawschaja expedizija)
- 1975: Front ohne Flanken (Front bes flangom)
- 1975: Sie kämpften für die Heimat (Oni sraschalis sa rodinu)
- 1976: Das haben wir noch nicht durchgenommen (Eto my ne prochodili)
- 1976: Wenn es September wird (Kogd anastupajet sentjabr)
- 1976: Sturm auf dem Festland (Storm na susche)
- 1977: Ulenspiegel (Legenda o Tile)
- 1977: Auf Wolfsspur (Po woltschemu sledu)
- 1977: Staub unter der Sonne (Pyl pod solnzem)
- 1977: Inkognito aus Petersburg (Inkognito is Peterburga)
- 1979: Vater Sergey (Otez Sergi)
- 1979: Der Gaukler und das Mädchen (Wosmi menja s soboi)
- 1980: Tage aus dem Leben Ilja Oblomows (Neskolko dnei is schisn I. I. Oblomowa)
- 1980: Teheran 43 (Tegeran-43)
- 1983: Wer klopft an meine Tür? (Kto stutschitsja k dwer ko mne)
- 1984: Der unsichtbare Mensch (Tschelowek-newidimka)
- 1986: Boris Godunow